# Ségusiaves
Les Ségusiaves, en latin Segusiavi ou Segusii, en grec Σεγοσιανοι (Strabon) ou Σεγουσιαυοι (Ptolémée), sont un peuple gaulois dont le territoire se situait dans l'actuelle région du Forez et s'étendait initialement sur les actuels départements de la Loire et du Rhône, ainsi qu'une petite partie de l'Ain, de la Saône-et-Loire et de l'Isère. Leur capitale était le Forum Segusiavorum, aujourd'hui Feurs, à partir de 20 ou 15 av. J.-C.. Les indices d'une localité avant cette période sont minces, cependant il semble que la région de Feurs ait été l'emplacement d'un carrefour commercial longtemps avant la date retenue pour sa fondation, et Feurs fut peut-être elle-même l'emplacement d'un sanctuaire fortifié en bord de fleuve.
On ignore quelle était leur capitale antérieure à la fondation de Feurs, peut-être Lugdunum (Lyon). En 2014, ont été mis au jour plus de 30 mètres de fortifications pré-romaines sur la colline de Fourvière, correspondant au murus gallicus d'un oppidum celte, ce qui tend à confirmer l'hypothèse d'une fortification celte à Lugdunum (« forteresse du dieu Lug ») établie par les Ségusiaves avant la fondation « officielle » de la cité romaine, ritualisée en 43 av. J.-C. par le gouverneur Lucius Munatius Plancus. Cette découverte, s'ajoutant à celle de céramiques ségusiavo-éduennes identifiées dans les environs immédiats de Lyon et intra-muros, ainsi qu'à diverses sources mentionnant un sanctuaire majeur à Fourvière pour la période pré-romaine, éclaire sous un jour nouveau l'importance de ce peuple dans le monde celte.
La majorité des historiens admet aujourd'hui que la fondation de la colonie romaine à Lyon a été librement consentie grâce à des contreparties d'ordre financier et politique.

Leurs voisins sont, au nord les Éduens, au nord-est les Ambarres, au sud les Helviens, au sud-est les Allobroges, au sud-ouest les Vellaves, et les Arvernes à l'ouest. Au Haut-Empire, ils sont englobés dans la province de la Gaule lyonnaise. Jules César mentionne dans son ouvrage La Guerre des Gaules les Ségusiaves comme étant le premier peuple celte rencontré au nord du Rhône.

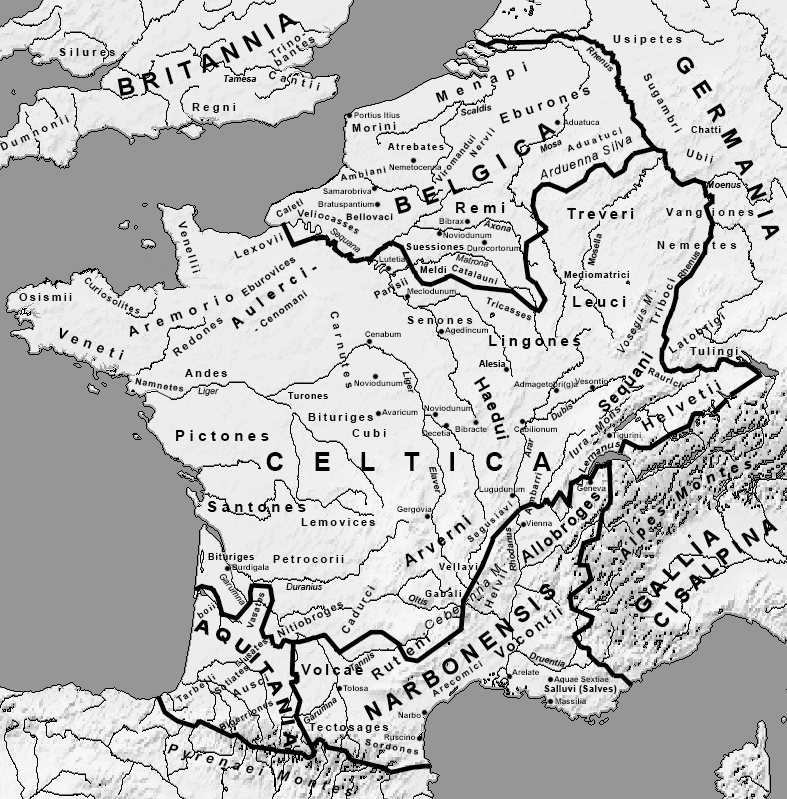
Les peuples principaux de la Gaule.

D'après des auteurs anciens, la racine du mot « Ségusiave » pourrait désigner soit une race de chiens d'origine celtique. (Segusius), soit l'idée de victoire, de force, ou de lieu inaccessible. L'interprétation communément admise est « Digne de Victoire » (sego-isio). La racine « seg- » se retrouve chez d'autres peuples celtes : Segovellaunes (région de Valence, Drôme), Sègnes (région des Ardennes), Ségontiaques (estuaire de la Tamise en Angleterre). Segu-sterone (Forteresse-de-la-Victoire) est le nom antique de Sisteron, dans les Alpes-de-Haute-Provence. Plusieurs lieux-dits dans la région du Forez portent la même racine, que l'on retrouve également dans le nord de l'Italie.

## Territoire

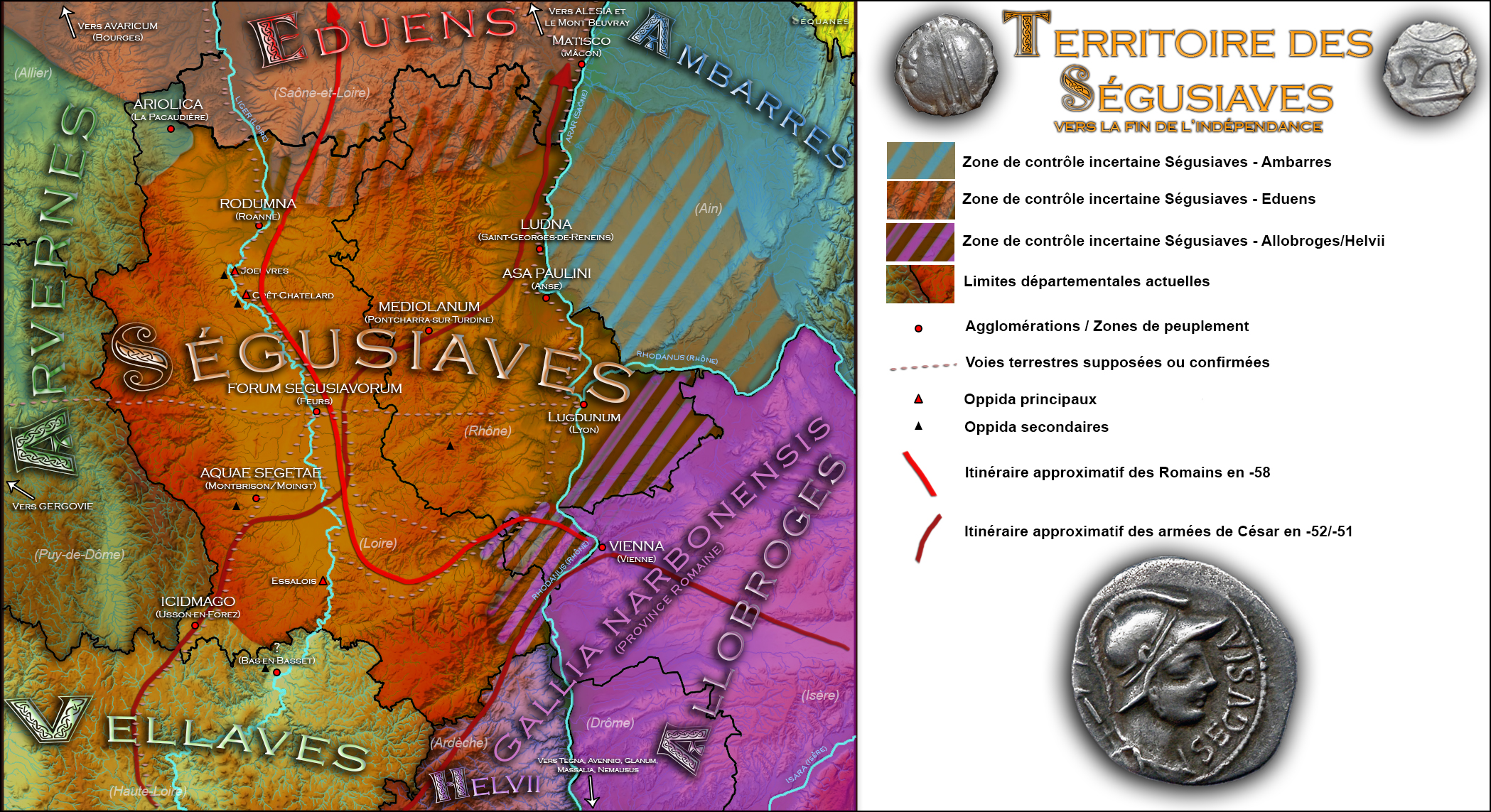
Carte approximative du territoire ségusiave à la fin de l'indépendance. Les doutes principaux concernent les frontières Nord et Est.

La « Ségusiavie » couvre les gorges de la Loire partagées avec les Vellaves (clients des Arvernes), le Roannais, la région de Givors, la plaine et les monts du Forez, les monts du Lyonnais, la rive gauche de la Saône et Lyon, jusqu'à ce que celle-ci obtienne un statut autonome après la conquête romaine. Il est possible que leur territoire s'étendait plus à l'est au-delà de la Saône. Les preuves manquent quant à la population y résidant à l'époque de La Tène, mais à la fin de l'indépendance, l'aire ségusiave incluait au moins la Bourg-en-Bresse actuelle, son nom romain étant, selon Pierre Larousse, Burgus Segusiavorum « le fort des Ségusiaves ». Au sud de leur zone d'occupation se trouvent les Atheux (ou Étusiates), près de Loire-sur-Rhône, une petite tribu celte dont on ne sait quasiment rien.
Les frontières exactes du territoire sont mal connues, notamment en ce qui concerne le nord (absence de frontière naturelle, annexion possible d'une partie de cette zone par les Éduens à une date indéterminée), la zone d'Ariolica (La Pacaudière) dont on ne sait pas réellement sous quelle influence elle se trouvait, ni si cette agglomération se situe réellement à cet endroit, et le sud (Pilat). La zone du Pilat n'a curieusement jamais fait l'objet de réelles campagnes archéologiques ; c'est pourtant dans ce massif qu'est située la borne frontalière au croisement des trois provinces de la Gaule romaine, borne qui fit déjà office de frontière entre différents peuples celtes d'après la tradition, puis entre différents évêchés au Moyen-Âge. Ce site était aussi un lieu fréquenté bien avant la période celte, peut-être pour des cérémonies religieuses. À noter qu'une équipe de chercheurs indépendants a effectué au début des années 2020 des relevés géométriques et topographiques dans les alentours de la borne frontalière (dite Pierre des Trois Évêques), en mettant en évidence la présence de nombreuses pierres possiblement mégalithiques, et suggérant que cette zone pourrait contenir des alignements mégalithiques chamboulés par des siècles de travaux forestiers.
La vallée du Gier et les limites est sont elles aussi sujettes à interrogation ; néanmoins de nombreuses études archéologiques ont été menées, révélant en particulier que la vallée en elle-même fut probablement en partie sous contrôle allobroge à partir d'Égarande (commune de Rive-de-Gier). À noter aussi l'exceptionnel ouvrage hydraulique de l'aqueduc du Gier, comportant quatre des sept siphons antiques connus à ce jour ; il fait partie d'un vaste réseau desservant Lugdunum, qui traverse le territoire ségusiave (versants nord de la vallée du Gier) à l'époque gallo-romaine. La frontière Ouest est supposée avoir été conservée dans le découpage complexe des différents diocèses ecclésiastiques locaux à partir du Haut-Empire et du Haut Moyen Âge, ce qui tend à être confirmé par de nombreux toponymes évoquant la notion de frontières dans les Monts du Forez, mais aussi par des recherches récentes, démontrant notamment une déforestation que l'on pensait plus tardive dans ce massif, et donc une occupation importante des hauteurs.
De l'autre côté de la plaine du Forez, il faut noter que les monts du Lyonnais n'ont semble-t-il pas réellement marqué l'emplacement d'une zone frontalière, ce qui relativise par ailleurs l'importance du relief quant aux zones de contrôle durant ces âges. Plusieurs chercheurs soulignent leur étonnement face au « désert archéologique » caractérisant les monts pour les périodes concernées. À l'exception de Mediolanum dont la position reste floue, peu d'indices démontrent une occupation notable pour les périodes en question, ce qui interroge à juste titre pour une zone géographique aussi vaste et en raison de sa position, surtout qu'au moins deux axes commerciaux importants cheminent en plein cœur des monts. Il est probable que le désintérêt scientifique pour ce secteur est à lui seul responsable de cet état de fait, mais il est également très probable que cette région difficile d'accès fut de toute manière peu fréquentée et couverte de forêts, les défrichements du Moyen-Âge étant plutôt bien documentés. On notera toutefois la présence de sites ou d'indices de sites d'habitats, funéraires ou cultuels, dans les deux départements de la Loire et du Rhône (en vallons, sur des éperons rocheux, sur des sommets).
Concernant les fleuves Loire, Rhône et la Saône, les méandres ont évolué grandement durant les siècles, rendant les recherches de sites hasardeuses. Néanmoins de nombreux sites en bord des trois cours d'eau sont visiblement occupés durablement, et ce même dans des zones inondables, démontrant que pour l'homme de l'Antiquité tout n'est pas affaire de pragmatisme.

## Histoire
L'occupation protohistorique à l'âge du bronze et au Hallstatt du territoire que les Ségusiaves possédèrent reste largement inconnue. Cependant une douzaine de sites dispersés sur les terrasses alluviales de la Loire peuvent être rattachés aux périodes précédant celle de la Tène, notamment de petits oppidums à éperons barrés et des tombes à char, ayant produit des artefacts datés de La Tène ancienne. Les Ségusiaves s'installent dans la région vers le Ve siècle avant notre ère. On ne sait pas quel est leur région d'origine ; certaines théories avancent l'hypothèse d'une parenté avec les Séquanes. Les Ségusiaves imposent leur contrôle sur les rives de la Loire, de la Saône et du Rhône par une série d'oppida et d'agglomérations, s'assurant ainsi une position stratégique et commerciale de première importance.
On ne sait pratiquement rien sur les populations locales sur le territoire concerné avant l'émergence des Ségusiaves.

### L'oppidum d'Essalois
Avant la conquête romaine, leur oppidum principal ou l'un des principaux semble avoir occupé le site de l'actuel château d'Essalois, ce à partir de la Tène finale. Cet oppidum fut construit vers 170 av. J.-C. et était visible à des kilomètres à la ronde du fait de sa position géographique.
Il abrita plusieurs activités artisanales : forge, atelier de travail du bois et du cuir, fonderie de bronze, et servit de lieu de commerce avec Massalia, notamment pour l'importation d'amphores vinaires. Les habitations sont alors peu nombreuses, ce qui indique par ailleurs que l'endroit avait plutôt une vocation de place-forte. Le caractère commercial de l'oppidum reste faible jusque vers 110 av. J.-C. En 121 av. J.-C., les Arvernes sont vaincus à la bataille de Bollène (dans le département du Vaucluse) et perdent le contrôle de la vallée du Rhône, ce qui profite aux Ségusiaves et augmente sensiblement les échanges commerciaux à Essalois avec les peuples du sud-est, la Campanie et le sud-Latium. L'oppidum se développe et devient un lieu de commerce et d'habitat dont l'extension maximale se situe un peu après la guerre des Gaules.
Il était constitué de deux remparts de pierres : un principal, large de 4 mètres, englobant la colline où se situaient les habitations d'origine ; et un secondaire, plus récent et moins élaboré, entourant toute la zone et auquel était adjoint un ouvrage défensif avancé défendant une des trois portes d'accès connues. Au sommet de la colline se dressait probablement un imposant ouvrage en pierre, peut-être un bastion intérieur. L'ensemble défensif principal fait une superficie d'environ 6,5 ha, comprenant la colline dite du « Suc du Pré » culminant à 603 mètres. L'actuel emplacement du château d'Essalois servait sans doute de fortification contrôlant la pente nord-est de la montagne. Le site est particulièrement bien placé d'un point de vue stratégique : il permet d'avoir une vue imprenable sur le sud de la plaine du Forez, sur les monts du Forez, et sur l'ouest de la région stéphanoise. L'oppidum contrôle le débouché des gorges de la Loire en le surplombant de près de 100 mètres ; il est entouré de ravins abrupts à l'ouest et au nord, quasiment à pic à l'est et, proche de la frontière avec le territoire Vellave, il contrôle le sud-ouest du territoire ségusiave. De plus, il se situe le long d'un axe majeur de commerce entre les vallées de la Loire et du Rhône par la vallée du Gier. Il est possible que le site du château de Grangent en contrebas ait servi de comptoir commercial et de port de trafic fluvial avec Roanne. Pour des auteurs anciens, le nom antique d'Essalois aurait été la fameuse Uxellodunum, mais cette théorie est aujourd'hui abandonnée. Podium deysaluym est le nom donné à cet endroit dans les chartes du Forez en 1337. Cette topologie peut faire penser pour partie à l'adjectif gaulois/celte dexsiuo- / -a, signifiant "au sud à droite".
L'oppidum fut incendié à deux reprises, sans qu'il n'y eut pour autant de relation évidente avec la conquête romaine. Néanmoins les deux incendies eurent lieu dans la période de la fin de l'indépendance, le premier étant peut-être la conséquence d'un assaut, en représailles du soutien ségusiave à la rébellion celte. Le second intervint aux alentours de 25 / 20 av. J.-C., pour des motifs obscurs, sans doute en relation avec les bouleversements sociaux et politiques engendrés par la conquête romaine. L'oppidum fut définitivement abandonné à partir de cette période.
Les campagnes de fouilles sur l'oppidum ont débuté très tôt, puisqu'au XVIIe siècle les religieux de l'Oratoire de Notre-Dame-de-Grâce situé non loin s'intéressèrent à cet endroit et y menèrent des recherches. Depuis lors ont été découverts de nombreux artefacts : des céramiques (amphores, vases, urnes, terrines, jattes, bols, assiettes), des objets en fer (hameçons, burins, couteaux, rivets, clés, serpe, poinçons, couteau à raser), des objets en bronze (fibules, aiguilles, anneaux, sonde de chirurgien), un grand nombre de pièces de monnaie. Jacques-Gabriel Bulliot, célèbre pour avoir été le "découvreur" de l'oppidum de Bibracte, participa à des travaux de fouilles.
Il reste peu de vestiges de l'oppidum, ses remparts ayant au fil du temps été utilisés pour la construction de bâtiments, notamment le château de Vassalieux à quelques kilomètres plus au nord, durant les XIVe et XVIe siècles ; et probablement le château d'Essalois lors de ses diverses étapes de construction. Les ruines restantes sont un très vaste amoncellement de pierres enfouies sous un épais couvert végétal fait de ronces et d'arbres. Le site est quasiment impraticable et dangereux, de nombreux puits non comblés parsèment la zone.

### Autresoppida, agglomérations
Deux autres oppida occupés avant et après la conquête (Joeuvre et Crêt-Châtelard) se situent en bord de Loire plus au nord. L'oppidum de Joeuvre fournit lors des fouilles menées par Joseph Déchelette au début du XXe siècle les célèbres et magnifiques pendeloques en bronze au sanglier et au cheval conservées au Musée des beaux-arts et d'archéologie Joseph-Déchelette à Roanne.
Plusieurs dizaines d'autres oppida ou places fortes de contrôle sont disséminés entre Loire et Rhône. Le relief accidenté des monts du Forez et du Lyonnais se prête aisément à l'implantation de points de surveillance difficilement attaquables.
Des localités celtes puis gallo-romaines plus ou moins importantes se situent dans la plaine du Forez, en particulier aux environs de Montbrison et Feurs, en bord de Saône, et bien entendu Lyon. Citons Aquæ Segetæ (Montbrison - Moingt) qui est à l'origine une petite bourgade au croisement de voies commerciales. Cité de la déesse tutélaire ségusiave (Segeta, voir la section « Religion »), elle devient par la suite une cité d'importance avec des bains, un forum et un théâtre. Elle est mentionnée sur la table de Peutinger. Rodumna (Roanne) est fondée vers 150 av. J.-C. au croisement de plusieurs voies commerciales et d'un passage sur la Loire. Modeste bourg, la cité devient par la suite une importante agglomération de près de 3 000 habitants après la conquête romaine.
Au Haut-Empire, certaines places fortes sont à nouveau occupées pour protéger le territoire face aux invasions, notamment celles des Alamans.
On[Qui ?] considère que pour le département de la Loire le territoire était subdivisé en au moins trois pagus (Roanne, Feurs, Montbrison), et probablement plus (Essalois ?, Ariolica ? Mediolanum ?). Pour le Rhône et les autres possessions ségusiaves hypothétiques, peu d'éléments permettent d'identifier un quelconque pagus, mais on[Qui ?] peut raisonnablement penser que Ludna et Asa Paulini formaient elles aussi un pagus, ainsi que Fourvière/Lugdunum/Canabae.

### LaLugdunumségusiave
Le site de l'actuelle ville de Lyon, futur Lugdunum romaine, reste dans le cadre du territoire ségusiave une énigme extrêmement complexe à résoudre en raison de l'urbanisme et l'absence totale d'écrit. César, pas plus que les auteurs classiques, n'évoque absolument rien sur cet endroit avant la fondation « officielle » de -43, ce qui interroge puisqu'il est avéré par l'archéologie qu'au croisement du Rhône et de la Saône se trouvait une zone de peuplement avec enclos, bâtiments, fossés, et la découverte de quantités très importantes d'amphores vinaires, dépassant largement les besoins locaux. Ces découvertes indiquent l'activité importante de ce carrefour commercial. Un oppidum supposé pouvait de plus dominer sur les hauteurs de Fourvière (voir Introduction[Quoi ?]). Il est donc étonnant que César n'y fasse aucunement allusion mais on peut supposer qu'il ne mentionne que ce qui va dans son intérêt propagandiste, comme dans l'ensemble de son De Bello Gallico, avec par exemple l'absence totale des routes gauloises déjà existantes que ses légions empruntèrent, expliquant la rapidité avec laquelle il mena ses campagnes en Gaule. Toutefois, le débat sur l'origine réelle de la cité est vivace depuis plusieurs siècles maintenant, et ravivé par les découvertes archéologiques des dernières décennies amorcée par la fouille de la Gorge de Loup dans les années 1980.
Le sanctuaire fédéral des Trois Gaules, situé sur les pentes de la colline de la Croix-Rousse, et l'énigmatique réseau de tunnels antiques appelé arêtes de poisson sous ladite colline, est pressenti pour avoir été une version romanisante d'une réalité préexistante, autrement dit le lieu de réunion des dirigeants de différents peuples celtes sous l'égide ségusiave, afin de former des alliances, nouer des relations commerciales et culturelles, mais aussi et peut-être surtout des célébrations religieuses, donnant corps à la tradition qui veut que Lugdunum fut un lieu de culte essentiel en Gaule. La présence de vin et la situation géographique des lieux fait penser à d'autres sites celtiques ayant démontré leur importance cultuelle, funéraire et festive (par exemple Corent, Tintignac ou bien Vix). Il est donc évident que lorsque Rome décide de fonder une colonie majeure à cet emplacement, ce n'est pas le fruit du hasard mais bien pour être en adéquation avec une réalité post-coloniale capitale dans l'esprit celte. Rappelons que ce sanctuaire honorait soixante nations gauloises, dont on sait qu'au moins un Ségusiave fut grand prêtre.

### Guerre des Gaules et fin de l'indépendance
Jules César indique dans La Guerre des Gaules que les Ségusiaves sont clients (vassaux) des Éduens, dans le cadre d'une confédération créée par ces derniers et dont l'objet était de contrecarrer les prétentions territoriales des Arvernes et des Séquanes. En mars 58 av. J.-C. leur territoire, frontière avec Rome, est le premier à être envahi par les légions romaines. En 52 av. J.-C., lors du soulèvement initié par Vercingétorix, celui-ci leur demande de mettre sur pied avec les Éduens une armée de dix mille fantassins pour attaquer les Allobroges, alliés à Rome après l'annexion de leur territoire et son incorporation dans la Province narbonnaise en 121 av. J.-C. La même année, les légions de César traversent le territoire Est des Ségusiaves depuis Vienne en passant par Matisco (Mâcon) « à marches forcées », selon ses propres écrits, pourchassant l'armée indépendantiste gauloise vers Alésia, après avoir déjà traversé leur territoire à la suite de la campagne de Gergovie. Il semble donc que les Ségusiaves, considérés comme « frères de sang » du peuple romain en vertu d'un ancien traité passé avec la confédération éduenne, n'aient opposé qu'une résistance de principe sur leur sol au début du conflit.
Les choses ont évolué par la suite. En tant que clients des Éduens, il leur est demandé une assistance pour participer à l'armée de secours devant Alésia, ce qu'ils font en envoyant des troupes, soit un total de 35 000 hommes pour la Confédération éduenne, selon César (l'armée de secours totalisant 240 000 hommes et 8 000 cavaliers). Les Éduens ayant rejoint la cause indépendantiste, il semble logique que les Ségusiaves aient aussi pris part à la rébellion. Cependant la défaite d'Alésia et la destruction définitive du pouvoir arverne, ont probablement été perçues comme une opportunité bénéfique pour l'aristocratie ségusiave, dans la nouvelle Gaule naissante.
Des légendes locales rapportent plusieurs lieux de batailles ou d'escarmouches durant cette période, en particulier à la frontière avec le département de la Haute-Loire et près d'un passage sur la Loire entre Veauche et Montrond-les-Bains. Mais aucune preuve ne vient éclairer ces mythes.
Leurs relations avec Rome avant la conquête semblent cordiales, il n'y a pas de preuve formelle d'une quelconque agression de part et d'autre. Après la conquête romaine, les Ségusiaves jouissent d'une position privilégiée lors de la réorganisation de la Gaule par Auguste, Rome leur accordant le statut politique de Civitas Segusiavorum Libera, ce qui semble indiquer que les Ségusiaves ont été en bons termes avec le conquérant romain, ce qui n'est pas le cas de toutes les nations gauloises.

### Les Ségusiaves et leurs voisins
Leurs relations avec les peuples gaulois voisins sont mal connues, en dehors de leur allégeance à la Confédération éduenne à partir du Ier siècle av. J.-C. Il est possible qu'ils aient été auparavant clients des Arvernes jusqu'à ce que ceux-ci perdent en partie de leur influence, notamment au profit des Éduens voisins, alliés à Rome. Il semble qu'ils aient été à partir de cette période en assez mauvais termes avec les Arvernes, interdisant notamment la circulation des monnaies frappées par ceux-ci sur leur territoire ; une mesure sans doute liée à la rivalité opposant Éduens et Arvernes, bien qu'un trésor monétaire de statères d'or arvernes ait été découvert au XIXe siècle dans la plaine du Forez. En outre, ils ont combattu les Allobroges, alliés de Rome très tôt, sur demande de Vercingétorix lors de la révolte généralisée.
Jusqu'à la fin de l'indépendance, la position géographique de leur territoire, au sud en grande partie "frontière" avec le monde romain au Ier siècle av. J.-C. (débouché nord de la vallée du Rhône) et donc probablement déjà en partie influencé par la culture romaine, laisse à supposer que les chefs Ségusiaves ont su obtenir l'appui d'une puissante confédération celte afin de conserver leur indépendance, tout en bénéficiant des avantages d'un commerce vivace avec le monde méditerranéen. Le traité fraternel évoqué par César confirme la position de peuple ami de Rome. La conquête de la Gaule par Jules César provoque progressivement le déplacement du chef-lieu à Forum Segusiavorum, aujourd'hui Feurs. Les zones de montagnes sont progressivement délaissées et la plaine du Forez ainsi que les versants Est des monts du lyonnais voient l'émergence d'une agriculture intensive.

## Économie

### Agriculture
Les travaux de différents archéologues depuis le XIXe siècle montrent que les Ségusiaves ont développé une agriculture relativement modeste si on la compare à d'autres régions, comme les riches plaines du Nord-est. Dans la plaine du Forez, il semble que l'élevage de porcs, de bœufs et de moutons laineux concentraient l'essentiel des activités pastorales. Il faut noter que la majorité des étangs, si communs dans la plaine forézienne, datent de la période médiévale et sont la volonté des comtes du Forez d'améliorer les rendements agricoles à partir du XIe siècle.
On peut supposer que les Ségusiaves, à l'image des Éduens, étaient un peuple de cavaliers ; le Forez est depuis très longtemps une région réputée pour ses chevaux, sa géographie se prêtant particulièrement bien à ce type d'élevage. Du reste, les particularités pluviométriques locales, assez faibles contrairement à ce que l'on pourrait penser, en ont fait une région pauvre en cultures céréalières jusqu'au XIXe siècle, et donc propice à l'émergence d'autres types d'exploitations.

### Mines, industrie, artisanat et voies commerciales
Les Ségusiaves maîtrisent l'art des métaux. On leur connaît notamment un lingot de plomb ou saumon de 49 kilogrammes, trouvé à Bollène, conservé au musée Calvet à Avignon qui portant la mention SEGUSIAVIC(um plumbum). Claude Domergue propose que Rome ait pu concéder l'exploitation des gisements miniers aux Ségusiaves qui auraient bénéficié des revenus.
Ils sont également reconnus pour être d'excellent bûcherons, commerçant des bois de chêne qui sont acheminés par un commerce fluvial depuis leur territoire vers la Méditerranée. À une époque tardive ils auraient été un des comptoirs commerciaux de la « route de l'étain » et fait du commerce avec les Phéniciens, étain provenant d'Outre-Manche (Cornouailles) et acheminé depuis les côtes bretonnes jusqu'au monde méditerranéen.
Les preuves archéologiques montrent que les Ségusiaves fabriquaient des céramiques (bol peint de type « Roanne »), et avaient des ateliers de tissages. La fabrication d'amphores à vin dans les ateliers de potiers de Roanne indique très probablement une production viticole locale dès le Ier siècle av. J.-C. Des activités de forges et d'orfèvrerie sont également présentes dans les agglomérations et oppidums principaux.
En outre quatre voies commerciales terrestres, la double voie Lyon-Saintes, la voie Lyon-Vichy, la voie Feurs-Nîmes (dite « Bolène » à partir du Moyen Âge), et la voie Moingt-Roanne, plus trois voies fluviales majeures, la Loire, la Saône et le Rhône, traversaient leur territoire, en plus de nombreuses voies internes, ce qui laisse supposer que le pays ségusiave faisait partie de l'important axe d'échange de la vallée du Rhône entre le monde méditerranéen, la Gaule interne, et au-delà. Il n'y a aucune preuve de l'existence de ponts sur la Loire, tout du moins pas avant la conquête. Il est probable que le fleuve était plutôt traversé à l'aide de bacs, étant donné les changements de positions des méandres sur la majeure partie de son cours.
Strabon évoque des échanges commerciaux entre les fleuves Rhône et Loire notamment pour approvisionner les peuples du Centre-Ouest (Arvernes, Bituriges, Lémovices, Santons, Pictons) qui probablement empruntaient la route de la vallée du Gier, la vallée du Furan ou du Langonand, puis via Feurs jusqu'à Roanne[source insuffisante]. Il est à envisager qu'une partie des revenus provenait d'une taxation des biens étant donné la position géographique du territoire ségusiave.

Les Ségusiaves, notamment après la conquête, ont importé des vins, des huiles et du garum, de la vaisselle, le tout d'importation méditerranéenne, jusqu'à la période de leur fabrication en Gaule. On ignore quelles étaient les richesses exportées en contrepartie. Au niveau régional, il y avait un commerce de vase de Besançon et de meules à grain.
Dans une entrevue avec la conservatrice du Dépôt archéologique de Roanne, Loïc Le Sauder écrit : « Les Ségusiaves étaient de très bons potiers, mais ils ne connaissaient pas la céramique. Une partie de leur production était envoyée à Rome. Une part de cet envoi leur était retournée en céramique. Cet échange commercial important entre Rome et Ségusiaves, serait l'explication de leur peu d'empressements à rejoindre Vercingétorix. »

### Circulation monétaire

#### Les potins "au bandeau triple"

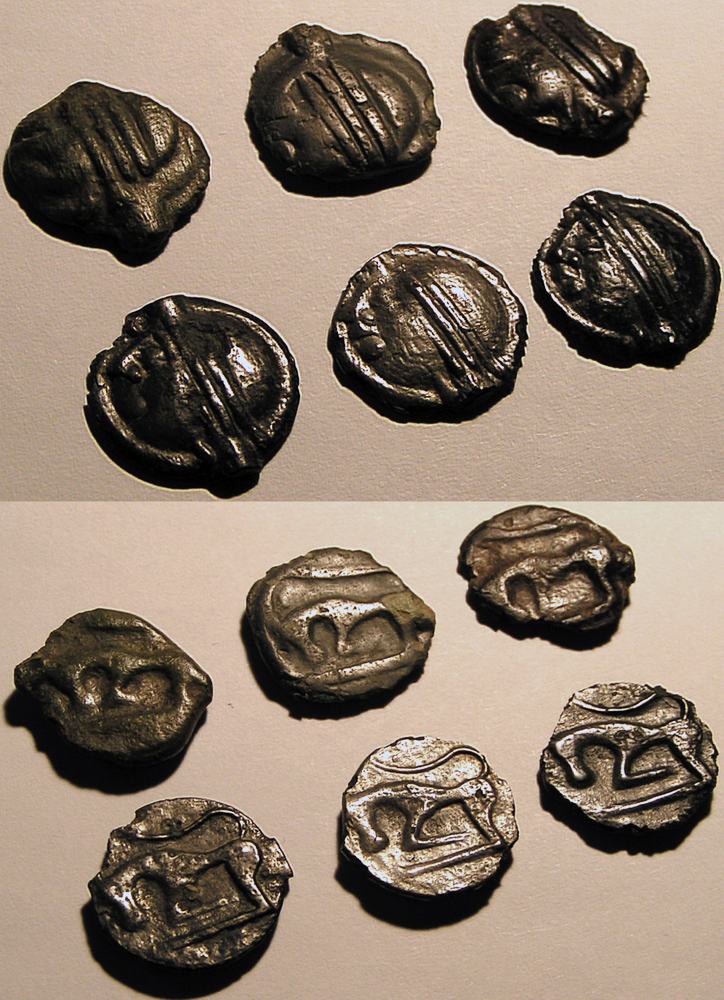
Exemplaires de potins au bandeau triple lisse, avers (en haut) et revers (en bas), GT A11.1. Les deux variantes de cette classe. Collection privée.

Les Ségusiaves ont probablement frappé monnaie, en premier lieu une rare variante du potin dit "à la grosse tête", classée sous la dénomination GT A 11.1 (LT.5368 var. - DT.3089 pour les ouvrages généraux), avec trois bandeaux lisses sur l'avers (deux bandeaux sur les monnaies attribuées aux Éduens et plus probablement aux Séquanes, même si l'attribution à ceux-ci est elle aussi actuellement mise en doute), théorie qui semble confirmée par la concentration très locale des découvertes de cette variante dans la région forezienne, et exceptionnellement ailleurs. Quelques autres exemplaires ont été découverts hors de leur territoire, notamment au mont Beuvray : 3 exemplaires sur la totalité des potins de cette série découverts sur l'oppidum, autrement dit une infime portion, ce qui n'a rien de surprenant étant donné les liens éduo-ségusiave, l'essentiel des exemplaires connus se concentrant sur la région du Forez.
On sait par ailleurs avec les travaux de J.-P. Preynat qu'un atelier monétaire a pu se situer à Essalois avec, entre autres indices matériels du travail des métaux, la découverte d'un exemplaire du potin "grosse tête" lors de fouilles dans les années 1970, potin possédant la "peau de fonderie", c'est-à-dire une monnaie qui n'a pas circulé.
On distingue deux catégories dans le type GT A 11.1, (distinction absente des publications concernant les potins "à la grosse tête" à ce jour), que l'on peut dénommer A et B.
Les types GT A 11.1-A figurent une tête massive à l'avers, avec une bouche en globule et un nez prédominant, et un revers se rapprochant des quadrupèdes représentés sur les autres séries Séquanes/Éduennes. Visiblement d'une gravure plus grossière que l'autre catégorie, cette variante pourrait être plus ancienne, ou une imitation du type dit "gracile".
Celui-ci, GT A 11.1-B, se caractérise par une gravure beaucoup plus fine, notamment le quadrupède au revers, mais aussi par une boucle sur le front du visage, symbole démarquant ce type de toute la production dite "Grosse tête". Le visage est également plus réaliste, finement détaillé, les bandeaux sont plus fins et le contour de la monnaie est net. La finition en général est beaucoup plus soignée.
Les exemplaires en illustrations montrent clairement les coulures des chapelets typiques de la méthode de production des potins.
Quelques très rares exemplaires "graciles" GT A 11.1-B représentent le visage barbu, ce qui est particulièrement rare dans le monnayage celte (incluant de fait une autre sous-variante).
On notera également un potin GT A 11.2 avec une légende "TEVT" sur l'arrière de la tête, variante extrêmement rare reprenant exactement la gravure du type GT A 11.1-B.
Ces potins semblent avoir été toujours en activité après la conquête romaine, il en a été notamment retrouvés dans des couches archéologiques, dépôts monétaires, dépôts funéraires, postérieurs à la période d'indépendance, et même bien au-delà durant le Haut-Empire.
K. Gruel émet l'hypothèse d'autorités aristocratiques ayant droit de battre monnaie afin d'expliquer les très nombreuses variantes de styles du type "à la grosse tête", un peu à l'image des jetons de nécessités, c'est-à-dire des monnaies ayant une valeur d'échange locale concentrée sur un sanctuaire, une cité ou un oppidum.

#### Le denier SEGVSIAVS-ARVS, monnaie d'exception

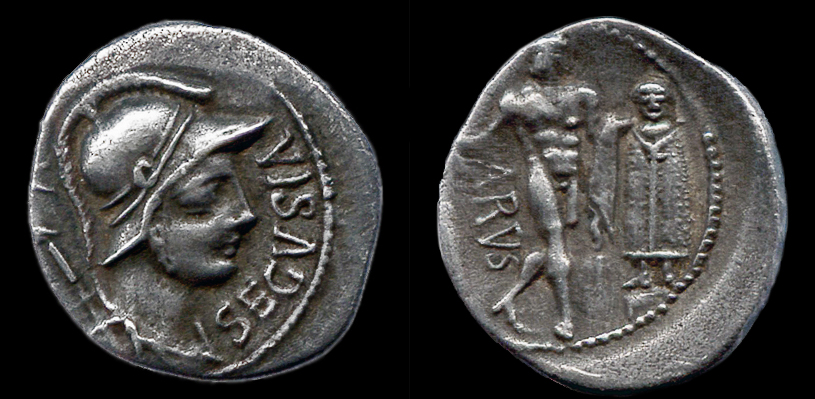
Exemplaire du denier SEGUSIA-VS / ARVS

Une très rare monnaie d'argent à la légende "SEGVSIAVS / ARVS" (denier, ou quinaire) est attribuée aux Ségusiaves (LT.4622 var. - DT.3273-3274). Cette attribution fut contestée par certains chercheurs arguant que la titulature de cette monnaie ne suffit pas à la rattacher à ce peuple. Néanmoins ce quinaire, étudié depuis le XIXe siècle, semble de toute évidence faire référence au peuple qu'il évoque, en particulier par le thème du revers figurant Hercule, importante déité protectrice (confirmation par les découvertes archéologiques notamment à Feurs), et localement associé avec les eaux thermales nombreuses dans la région.
Un exemplaire ayant été retrouvé récemment en contexte à Lyon, il est désormais acquis que ce denier est ségusiave.
Cette monnaie exceptionnelle par sa thématique dans le monnayage celte fut émise peu après la fin de l'indépendance, sur une courte période. La date de 43 av. J.-C. est avancée pour le début d'émission, un exemplaire ayant été découvert dans le trésor de Chantenay (Nièvre), daté de 39 av. J.-C.
Elle porte les attributs d'un style romanisé : tête casquée à l'effigie de Rome et/ou Mars au droit, une lance dans le dos (sur certains coins il s'agit d'un carnyx). Plusieurs exemplaires passés notamment en vente figurent un visage barbu, ce qui donne au moins trois types de coins différents au droit (lance, carnyx, visage barbu). Le type au carnyx semble être le plus rare.
Au revers, Hercule ou Télesphore (?) debout, nu, en marche et regardant vers la droite, portant une massue de la main droite, une parure en peau de lion sur l'avant-bras gauche, posant sa main gauche bienveillante sur la joue d'un petit personnage emmitouflé dans un lourd manteau.
Le thème d'Hercule est un cas unique dans la numismatique gauloise, il correspond également à une volonté de faire des celtes nouvellement conquis non pas des soumis mais des alliés, par le truchement de cette semi-déité importante dans l'esprit des populations civiles, gardienne du territoire face à la nature et aux hommes, et symbole de l'intégration dans l'espace romanisé.
Il est possible que cette monnaie ait été une transition locale entre les deniers celtes du centre-est alors en circulation et la réforme monétaire imposée de fait par l'occupation romaine, Rome ayant fréquemment autorisé ses alliés ou les peuples nouvellement conquis à battre monnaie. Cela pourrait expliquer en partie la très grande rareté de ce denier outre sa courte période d'émission. La titulature ARVS fait probablement référence à un magistrat local qui serait par conséquent l'autorité émettrice, vraisemblablement Munatius Plancus.
En 2012, quatre exemplaires ont été découverts parmi les 1 165 pièces du dépôt monétaire trouvé sur le site de Bassing, en Moselle. Cette découverte tend à confirmer que ce quinaire fut mis en circulation après la guerre, notamment afin de payer la solde des combattants auxiliaires celtes intégrés aux légions romaines basées sur le limes oriental.
Certains exemplaires sont fourrés, c'est-à-dire de la fausse monnaie avec une base en cuivre, en bronze ou plus rarement en fer, recouverte d'une fine couche d'argent, pratique fréquente dans l'ensemble des types monétaires celtes ou romains pour la période concernée. Ceci indique deux choses : d'une part que ce denier fut diffusé lors d'une période de troubles, les monnaies saucées semblant être produites lorsque la matière première d'argent se raréfiait. D'autre part cela indique la volonté des faussaires d'utiliser cette émission, et donc que ce denier eu une diffusion assez importante (on ne copie pas ce qui ne circule pas). Un grand nombre d'exemplaires connus ont été découverts loin de la zone Forez-Rhône, en particulier dans la région parisienne, le Centre et les régions du Nord-Est. A noter qu'il semble totalement absent dans le Sud en général, les régions de l'Ouest et à l'étranger, ce qui indique une diffusion spécifiquement centrée sur le débouché Nord de la vallée du Rhône.

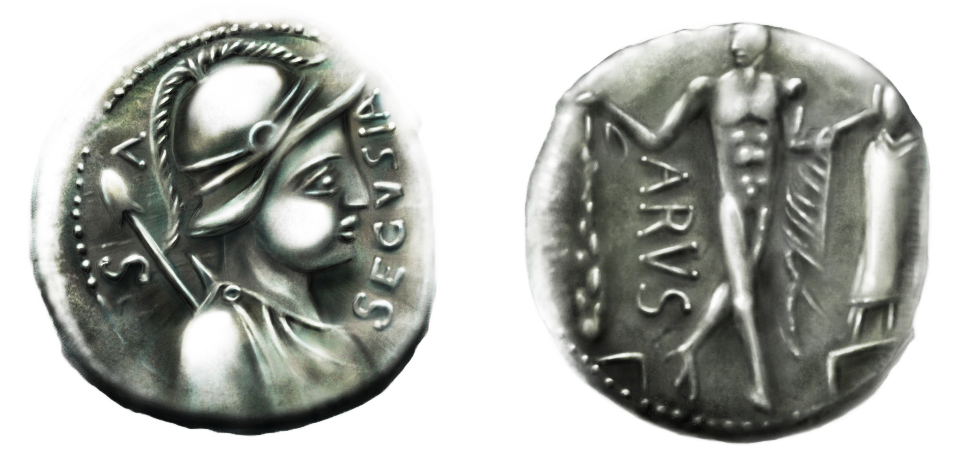
Denier SEGVSIAVS/ARVS, dessin illustrant un type complet.

En 2015, Matthieu Poux propose que :
- la figure guerrière Segusia(vus) à l'avers soit en fait une représentation de la divinité éponyme du peuple ségusiave : la déesse de la Loire SEGETA (honorée aux sanctuaires de Moingt/Aquae Segetae). Il est également probable que les différentes variantes (figure masculine ou féminine, Segusia-Segisu-Segeta) illustrent les différentes facettes de l'entité tutélaire ségusiave à la fois hydronyme, théonyme et ethnonyme.
- l'Hercule-ARAR du revers soit l'infortuné chasseur légendaire ayant donné son nom à la Saône, promu "genius Lugduni"[33] par la gens munatia.

Plus que la suprématie romaine, la composition apparaît refléter la singularité du territoire ségusiave articulé autour de la dualité Loire/Saône, gaulois/romains, Civitas Segusiavorum Libera/Colonia Lugdunensis. Elle reprend des figures bienveillantes issues d'un fond culturel commun.

#### Les bronzes SECISV, variantes et exemplaires uniques
D'autres monnaies, toutes très rares, ont aussi été rattachées dans le doute aux Ségusiaves et, ou aux Éduens :
- un bronze SECISV "à la tête de face" (LT.4633 - DT.3276) connu aussi en potin sous la dénomination "SECISV au génie ailé" (LT.4628). Plusieurs autres variantes extrêmement rares sont rattachées à ce type, aux légendes "CEL", "CCC-OY", "GELO" (BN.cf. 10315)
- des variantes rattachées au denier "SEGVSIAVS / ARVS", notamment une variante au carnyx.
- des exemplaires uniques ou connus à peu d'exemplaires de variantes rattachées au potin "à la grosse tête", comme un potin à la légende "TEVT" à l'avers, un potin au revers "M", découverts dans la Loire.
- plusieurs monnaies uniques, en bronze, argent ou or, sont également rattachées à ce peuple, en attendant de découvrir des exemplaires en contexte.
En 2007 fut découvert un coin monétaire sur les berges de la Loire, coin servant à la frappe d'une variante encore inédite de quart de statère du type "à la lyre" du trésor de Lapte (département de la Haute-Loire). Cette découverte, rarissime en Europe pour un coin monétaire de monnaie en or, tend à confirmer que les Ségusiaves frappaient des monnaies d'importance, au moins pour la période aux alentours de 200 av. J.-C., sans toutefois exclure la possibilité d'une frappe itinérante.

#### Monnaies d'autres peuples
Les monnaies gauloises utilisées dans le territoire ségusiave jusqu'à la fin de l'indépendance sont variées mais se concentrent essentiellement autour de monnayages d'or, d'électrum, d'argent et de bronze, en partant du statère et ses divisions jusqu'aux monnaies en potin. De nombreuses monnaies attribuées aux Séquanes ont ainsi été trouvées, laissant supposer des échanges commerciaux malgré la rivalité opposant Éduens et Séquanes.
Le monnayage arverne est également très présent, notamment en ce qui concerne la période aux alentours de 200 av. J.-C., ce qui tend à confirmer un lien de clientélisme entre les deux peuples durant cette période, tout du moins d'importants échanges commerciaux.
Les nombreux doutes confirment l'importance d'une meilleure connaissance quant à la localisation des monnaies gauloises et leur air de diffusion, notamment en ce qui concerne les potins.
Des monnaies celtes diverses (potins, bronzes, oboles, quinaires, statères) provenant de régions éloignées ont aussi été trouvées sur l'ensemble du territoire ségusiave (monnaies Bituriges, Sénons, Volques, Leuques, Lingons, Lémovices, Rèmes, Voconces, Carnutes, Suessions, Aulerques Éburovices, Turones, Allobroges, Rutènes, Helvètes, Santons, Pictons, Rèmes, Cadurques, Parisii, Elusates, Gabales, Boïens, monnayage massaliote, monnayages celtibères, monnaies de la vallée du Rhône…), témoignant du dynamisme commercial local, régional et extra-régional. Il faut par ailleurs noter que certaines découvertes tendent à confirmer une importante activité militaire durant la guerre des Gaules dans la région du Forez.
Les monnaies d'argent et de bronze républicaines et consulaires romaines ne sont pas rares dans les divers sites de fouilles pour la période concernée, ainsi que le monnayage de Nîmes, notamment les as au crocodile et leurs diverses variantes, mais également des imitations gauloises. À noter la proximité d'un des principaux ateliers monétaires romain à partir du début de l'Empire, basé à Lugdunum.

## Religion
Avant et après la conquête romaine, une divinité locale, Segeta, semble avoir été l'objet d'une vénération particulière. Segeta est une déesse des eaux qui a donné son nom antique à Moingt (Aquæ Segetæ), et dont on trouve mention dans les zones de sources thermales dans la plaine du Forez. Elle était associée au dieu majeur du panthéon celte Lugus (plus connu sous la dénomination irlandaise Lug), comme étant sa compagne[réf. souhaitée]. Sa représentation sur les monnayage SEGUSIAVUS-ARUS semble indiquer une entité à la fois hydronyme, théonyme et ethnonyme désignant à la fois le fleuve Loire, la divinité tutélaire Ségeta et le peuple ségusiave. Par ailleurs, d'autres inscription mentionnant Segeta ont été découvertes sur le territoire des Sénons à Sceaux-du-Gâtinais (Loiret) (Aquis Segeste). Elle peut être rapprochée de l'indigitamenta romaine Segetia qui, selon Pline, était représentée au sanctuaire de Consus au pied du Palatin.
Une autre déesse, Dunisia, est mentionnée sur une inscription retrouvée lors de la destruction de l'église de Bussy-Albieux, près de Feurs, en 1879. Cette "déesse de la forteresse" peut être rapprochée de la déesse Ratis de Grande-Bretagne.
D'autres dieux étaient vénérés, en particulier Taranis (associé à Jupiter après la conquête), mais on ne sait quasiment rien sur ces divinités, en dehors de leurs représentations sur des statuettes en terre blanche retrouvées dans la région forézienne. Après la conquête romaine, Mercure semble avoir été un culte important, parmi d'autres comme Hercule, Minerve, Mars, la Victoire, un Dadaphore, Apollon, Éros, Diane, Bonus Eventus, Méthé, un Dioscure, Junon, et Sylvain.
Hercule-Arar semble avoir été une représentation spécifique d'un culte ségusiave lié aux eaux de la Saône. Il peut être rapproché du Thessalos grec et sa représentation sur les monnaies de l'époque romaine atteste vraisemblablement des liens de clientélisme qui unissaient l'aristocratie ségusiave et la famille de Munatius Plancus.
Le culte impérial fut célébré jusqu'au milieu du IIIe siècle, de leurs vivants les empereurs Claude, Gallien et Galba furent célébrés (inscriptions retrouvées). Des cultes orientaux étaient aussi célébrés dans une moindre mesure (Harpocrate, Isis, Osiris, Abraxas).

## Vie politique

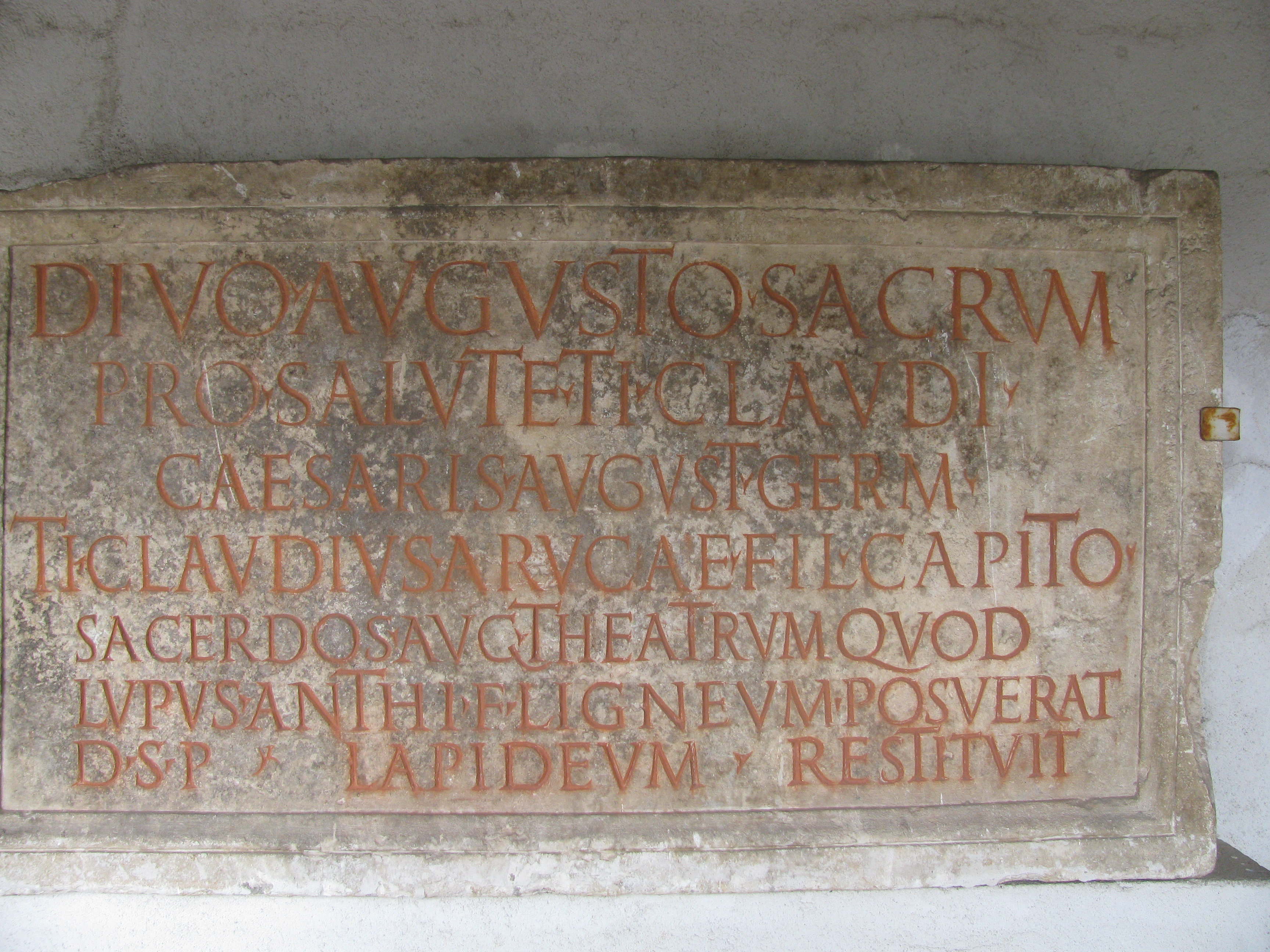
Inscription de Tiberius Claudius Capito - Musée de Feurs

Une poignée de magistrats ségusiaves romanisés nous sont connus par des mentions épigraphiques :
- Caius Iulius Iullus (Ier siècle apr. J.-C.)[38],
- Sextus Iulius Lucanus, duumvir des Ségusiaves. Inscription découverte à Marclopt (Loire)[39].
- Tiberius Claudius Capito, prêtre d'Auguste, fit reconstruire en pierre le théâtre de Feurs[40].
- Iulius Priscus, flamine d'Auguste[41].
- C. Vlattius Vlattus, grand prêtre au sanctuaire fédéral des Trois Gaules. Inscription découverte à Lyon[39].